# Lijst van beschermd onroerend erfgoed in Watermaal-Bosvoorde
Een overzicht van het beschermde onroerend erfgoed in Watermaal-Bosvoorde. Het beschermd onroerend erfgoed maakt deel uit van het cultureel erfgoed in België.
| Object                                                                  | Datum beschermd? | Bouwjaar/architect                               | Stijl                     | Typologie                    | Adres                                                                                | Coördinaten | Id-nummer?   | Afbeelding                                                      |
| ----------------------------------------------------------------------- | ---------------- | ------------------------------------------------ | ------------------------- | ---------------------------- | ------------------------------------------------------------------------------------ | ----------- | ------------ | --------------------------------------------------------------- |
| Sint-Clemenskerk                                                        | 22/11/1949       | 1871                                             | Romaans                   | Kerk                         | BOSRECHTERSTRAAT 0 , OTTERVANGERSTRAAT 0                                             |             | 2328-0001/0  | Sint-Clemenskerk                                                |
| Hoge Huis                                                               | 06/11/1961       | 1687 BOFFRAND                                    | Louis XIV                 | Paviljoen                    | ANTOINE GILSONPLEIN 2 , DELLEURLAAN 0                                                |             | 2328-0003/0  | Hoge Huis                                                       |
| Plantsoen Tercoigne                                                     | 19/04/1977       |                                                  |                           | Park                         | IJSVOGELLAAN 0                                                                       |             | 2328-0004/0  | Plantsoen Tercoigne                                             |
| Geplaveide gedeelte Willeriekendreef en Opperjachtmeesterstraat         | 24/01/1984       |                                                  |                           | Openbare weg                 | OPPERJACHTMEESTERSTRAAT 0 , WILLERIEKENDREEF 0                                       |             | 2328-0005/0  | Geplaveide gedeelte Willeriekendreef en Opperjachtmeesterstraat |
| Omgeving van de Sint-Clemenskerk                                        | 29/02/1984       |                                                  |                           | Groene omgeving van een kerk | BOSRECHTERSTRAAT 0 , OTTERVANGERSTRAAT 0 , CEDERSSTRAAT 0                            |             | 2328-0006/0  | Omgeving van de Sint-Clemenskerk                                |
| Hoeve Hof ter Coigne                                                    | 14/04/1994       |                                                  | Traditionele architectuur | Hoeve                        | VERTAKKINGSSTRAAT 7 - 9, BRILJANTSTRAAT 1                                            |             | 2328-0007/0  | Hoeve Hof ter Coigne                                            |
| Charle-Albertkasteel                                                    | 08/08/1988       | 1887 Albert CHARLE                               | Neo-Vlaamse renaissance   | Kasteel                      | CHARLE-ALBERTLAAN 7                                                                  |             | 2328-0010/0  | Charle-Albertkasteel                                            |
| Onmiddellijke omgeving Charle-Albert kasteel                            | 08/08/1988       |                                                  |                           | Omgeving rond gebouw         | CHARLE-ALBERTLAAN 7                                                                  |             | 2328-0011/0  | Onmiddellijke omgeving Charle-Albert kasteel                    |
| Station van Watermaal                                                   | 02/07/1992       | 1884                                             | Eclecticisme              | Station                      | HAKHOUTLAAN 73 - 81                                                                  |             | 2328-0013/0  | Station van Watermaal                                           |
| Vijvers van Bosvoorde (met Tournay-Solvaypark en Internationale school) | 18/11/1993       |                                                  |                           | Park                         | VORSTERIELAAN 0 , TERHULPSESTEENWEG 0                                                |             | 2328-0014/0  |                                                                 |
| Bischoffsheimkasteel - huidige Internationale School                    | 11/09/1992       |                                                  | Neoclassicistisch         | Kasteel                      | VORSTERIELAAN 19 , KATTENBERG 19                                                     |             | 2328-0015/0  | Bischoffsheimkasteel - huidige Internationale School            |
| Geheel van art-nouveauvillas en hun tuinen                              | 23/11/2000       | William JELLEY                                   | Art nouveau               | Architecturaal geheel        | GIERVALKENLAAN 9 - 13                                                                |             | 2328-0016/1  | Geheel van art-nouveauvillas en hun tuinen                      |
| Wachthuisje                                                             | 20/04/2006       |                                                  |                           | Tramhuisje                   | LEOPOLD WIENERPLEIN 0 , MAJOOR BRUCKSTRAAT 0                                         |             | 2328-0017/0  | Wachthuisje                                                     |
| Wachthuisje                                                             | 20/04/2006       |                                                  |                           | Tramhuisje                   | TERHULPSESTEENWEG 0                                                                  |             | 2328-0018/0  | Wachthuisje                                                     |
| Wachthuisje                                                             | 20/04/2006       |                                                  |                           | Tramhuisje                   | DRIE LINDENSTRAAT 0                                                                  |             | 2328-0019/0  | Wachthuisje                                                     |
| Vijver "Floréal" of "de Gerlache"                                       | 24/04/1997       |                                                  |                           | Halfnatuurlijk landschap     | AARTSHERTOGENLAAN 00 , VORSTLAAN 00                                                  |             | 2328-0026/0  | Vijver "Floréal" of "de Gerlache"                               |
| Jagersveldpark                                                          | 24/04/1997       |                                                  |                           | Park                         | MIDDELBURGSTRAAT 0 , ALFRED SOLVAYLAAN 0 , PHILIPPE                                  |             | 2328-0028/0  | Jagersveldpark                                                  |
| Boerderij - woning en schuur                                            | 03/07/1997       |                                                  | Landelijke architectuur   | Traditionele huizen          | WILLERIEKENDREEF 2 A                                                                 |             | 2328-0032/0  | Boerderij - woning en schuur                                    |
| Gemeentehuis van Watermaal-Bosvoorde                                    | 12/09/1996       | 1845                                             | Neoclassicisme            | Gemeentehuis                 | ANTOINE GILSONPLEIN 1                                                                |             | 2328-0033/0  | Gemeentehuis van Watermaal-Bosvoorde                            |
| Voormalig woning en atelier van de schilder Rik Wouters                 | 15/01/1998       | 1913                                             |                           | Kunstenaarswoning en atelier | RIK WOUTERSPLEIN 7                                                                   |             | 2328-0036/0  | Voormalig woning en atelier van de schilder Rik Wouters         |
| Geheel van art-nouveauhuizen                                            | 05/02/1998       | 1899 William JELLEY                              | Art nouveau               | Architecturaal geheel        | HAKHOUTLAAN 7 - 15                                                                   |             | 2328-0042/0  | Geheel van art-nouveauhuizen                                    |
| Tuinwijken Le Logis en Floréal                                          | 15/02/2001       | 1919 Jean-Jules EGGERICX, Louis VAN DER SWAELMEN | Cottage                   | Onbepaald                    | CANNASTRAAT 27                                                                       |             | 2328-0045/0  | Tuinwijken Le Logis en Floréal                                  |
| Le Logis-Floréal - geheel van huizen                                    | 05/12/2007       | 1919 Jean-Jules EGGERICX                         | Cottage                   | Tuinwijk                     | FLOXENSTRAAT 1 - 3                                                                   |             | 2328-0045/01 |                                                                 |
| Le Logis-Floréal - opbrengsthuis Drie Linden                            | 29/04/1999       | 1919 Jean-Jules EGGERICX                         | Modernisme                | Handels- en opbrengsthuis    | DRIE LINDENSTRAAT 123 - 139, VALKERIJLAAN 161 - 167, KONIJNENWARANDESTRAAT 125 - 127 |             | 2328-0046/0  |                                                                 |
| Neolithische versterking van "Bosvoorde-Vijvers"                        | 04/09/2002       |                                                  |                           | Leefruimte                   | TWEE BERGENLAAN 0                                                                    |             | 2328-0048/0  |                                                                 |
| Twee néolithische grafheuvels                                           | 04/09/2002       |                                                  |                           | Kerkhof                      | TWEE BERGENLAAN 0 , TUMULIDREEF 0                                                    |             | 2328-0049/0  | Twee néolithische grafheuvels                                   |
| Le Logis-Floréal - huis                                                 | 18/04/2002       | Jean-Jules EGGERICX                              | Cottage                   | Sociale huisvesting >1919    | GARDENIASTRAAT 6                                                                     |             | 2328-0050/0  |                                                                 |
| Araucaria (Araucaria araucana)                                          | 13/02/2003       |                                                  |                           | Opmerkelijke boom            | BRABANTSE PRINSENLAAN 21                                                             |             | 2328-0051/0  |                                                                 |
| Rode beuk (Fagus sylvatica f. purpurea)                                 | 10/03/2005       |                                                  |                           | Opmerkelijke boom            | TERHULPSESTEENWEG 183                                                                |             | 2328-0053/0S | Rode beuk (Fagus sylvatica f. purpurea)                         |
| Tulpenboom (Liriodendron tulipifera)                                    | 10/03/2005       |                                                  |                           | Opmerkelijke boom            | EMILE VAN BECELAERELAAN 16                                                           |             | 2328-0054/0  | Tulpenboom (Liriodendron tulipifera)                            |
| Witte paardekastanje (Aesculus hippocastanum)                           | 22/12/2005       |                                                  |                           | Opmerkelijke boom            | ONZE-LIEVE-HEERSBEESTJESLAAN 6                                                       |             | 2328-0055/0  |                                                                 |
| Mammoetboom (Sequoiadendron giganteum)                                  | 13/07/2006       |                                                  |                           | Opmerkelijke boom            | EMILE VAN BECELAERELAAN 26                                                           |             | 2328-0056/0  | Mammoetboom (Sequoiadendron giganteum)                          |
| Klooster van de Zusters van Eucharistie                                 | 19/07/2007       |                                                  |                           | Park                         | LEOPOLD WIENERLAAN 18 - 34, MEIKEVERSLAAN 0 - 0                                      |             | 2328-0064/0  | Klooster van de Zusters van Eucharistie                         |
| Jolimont kasteel                                                        | 24/04/2014       | 1721                                             | Classicisme               | Kasteel en tuin              | MIDDELBURGSTRAAT 70                                                                  |             | 2328-0066/0  | Jolimont kasteel                                                |
| Stadion de Drie Linden                                                  | 11/02/2010       | 1948                                             |                           | Sportcomplex                 | NIMFENLAAN 1                                                                         |             | 2328-0067/0  | Stadion de Drie Linden                                          |
| Huis Stevens                                                            | 12/02/2015       | 1926 Antoine POMPE                               | Modenisme                 | Huis                         | BRABANTSE PRINSENLAAN 29                                                             |             | 2328-0068/0  | Huis Stevens                                                    |
| Eigen huis van architect J.-J. Eggericx                                 | 03/02/2011       | 1905 Jean-Jules EGGERICX                         |                           | Huis                         | VINKSTRAAT 126                                                                       |             | 2328-0069/0  | Eigen huis van architect J.-J. Eggericx                         |
| La Royale Belge                                                         |                  | 1965-1967 René STAPELS                           | Functionalisme            | Gebouw en tuin               | VORSTLAAN 25                                                                         |             | 2328-0072/0  | La Royale Belge                                                 |
| Kleinbladige linde (Tilia cordata)                                      | 31/03/2011       |                                                  |                           | Opmerkelijke boom            | KRUISBOOGSQUARE 0                                                                    |             | 2328-0076/0  | Kleinbladige linde (Tilia cordata)                              |
| Huizen Delobe                                                           | 18/04/2013       | Gaston Brunfaut                                  | modernisme                | Architecturaal geheel        | KRUISBOOGLAAN 40 - 42                                                                |             | 2328-0077/0  | Huizen Delobe                                                   |
| Villa Les Trois Canadas                                                 | 20/12/2012       |                                                  |                           | Villa                        | EMILE VAN BECELAERELAAN 160                                                          |             | 2328-0079/0  | Villa Les Trois Canadas                                         |
| Gekoppelde woningen Vaes-Pompe                                          | 18/02/2016       | 1905 Antoine Pompe                               |                           |                              | BERKENLAAN 29 - 31                                                                   |             | 2328-0082/0  | Gekoppelde woningen Vaes-Pompe                                  |
| Zetel van het cementbedrijf CBR                                         |                  | 1970 Constantin BRODZKI                          | Hedendaags                | Gebouw en omgeving           | TERHULPSESTEENWEG 185                                                                |             | 2328-0083/0  | Zetel van het cementbedrijf CBR                                 |